# Sebatu
Sebatu is een bestuurslaag in het regentschap Gianyar van de provincie Bali, Indonesië. Sebatu telt 9064 inwoners (volkstelling 2010).